# トム・サントベルク
トム・サントベルク（Tom Sandberg、1955年8月6日 - ）は、ノルウェー、Mo i Rana出身の元ノルディック複合選手。1980年代に活躍した。

## プロフィール
1974年のジュニア世界選手権で銀メダルを獲得、ホルメンコーレン大会で優勝した。翌1975年ジュニア世界選手権では金メダルを獲得。
1980年のレークプラシッドオリンピックに出場、4位入賞。自国のオスロで開催された1982年ノルディックスキー世界選手権では個人金メダル、団体銀メダルを獲得した。
これらの実績により1983年にホルメンコーレン・メダルを受賞している。
1984年は自己ベストシーズンとなった。サラエボオリンピックで個人金メダルを獲得、世界選手権として行われた団体戦（フィンランド、ロバニエミ）でも金メダルを獲得した。さらにノルディック複合・ワールドカップで総合1位となった。
ノルウェースポーツ科学学校を卒業。